# مادامی که آن‌ها خوشحال هستند
مادامی که آن‌ها خوشحال هستند (به زبان انگلیسی: As Long as They're Happy) یک فیلم سینمایی کمدی موزیکال بریتانیایی محصول سال ۱۹۵۵ به کارگردانی جی. لی تامپسون و با نقش‌آفرینی جک بیوکانن، سوزان استیون و دایانا دورس است.

## بازیگران
- جک بیوکانن در نقش جان بنتلی
- جنت اسکات در نقش گوئن بنتلی
- جینی کارسون در نقش پت بنتلی
- برندا ده بنزی در نقش استلا بنتلی
- سوزان استیون در نقش کورین بنتلی
- جری وین در نقش بابی دنور
- دایانا دورس در نقش مروارید دلینی
- هیو مکدرموت در نقش بارنابی بردی
- دیوید هورست در نقش دکتر هرمان اشنایدر
- آتنی سیلر در نقش خانم آربوتوت
- جوآن سیمز در نقش لیندا
- یانگ گرین در نقش پیتر
- دورا برایان در نقش مه
- گیلبرت هاردینگ در نقش خودش
- جوان هیکسون در نقش بارماید
- پیتر ایلینگ در نقش گروهبان فرانسوی
- ادی مارتین در نقش هوادار سالمند
- هتی ژیکس به عنوان دختر مهمانی
- لزلی فیلیپس به عنوان مدیر باکس آفیس
- رونی استیونز به عنوان متجاوز باکس
- چارلز هوتری به عنوان پسری تدی
- نورمن ویزدوم به عنوان نورمن